# Subterraneans
"Subterraneans" es una canción escrita por el músico británico David Bowie, publicado en el álbum de 1977, Low. Es la canción de cierre del álbum, y al igual que la cara B del álbum, "Subterraneans" es en mayor parte, una pieza instrumental, con breves y oscuras letras cantadas casi al final de la canción.
"Subterraneans" fue grabada por primera vez en 1975, como un intento para la banda sonora de la película The Man Who Fell to Earth. Más tarde fue revisitada durante las sesiones de Low.

## Música y letra
Después de que las sesiones de Station to Station finalizarán en noviembre de 1975 en los estudios Cherokee en Los Ángeles, Bowie grabó "Subterraneans" dentro de aquellos estudios en diciembre de 1975. La canción recibió overdubs por Brian Eno.
Las letras de la canción se encuentran entre las más inaccesibles de Bowie, la cual parece no tener sentido alguno. Fue pensada para invocar la miseria que se vivía en Berlín Este durante la Guerra Fría, período por el cual la ciudad se encontraba dividída por el Muro de Berlín. De acuerdo a Bowie, el asegura que, durante las sesiones de Low, estaba "completamente aburrido" con la narrativa tradicional del rock 'n' roll.

## Otras versiones
- Philip Glass – Low Symphony (1992)
- Nine Inch Nails – en vivo (con Bowie)
- Dylan Howe – Subterranean: New Designs on Bowie's Berlin (2014)

## Créditos
Créditos adaptados desde las notas del álbum.
- David Bowie – voz principal, guitarra, saxofón, piano
- Carlos Alomar – guitarra eléctrica
- Paul Buckmaster – sintetizador ARP Odyssey
- J. Peter Robinson – piano
- George Murray – bajo eléctrico